# Stades isotopiques de l'oxygène

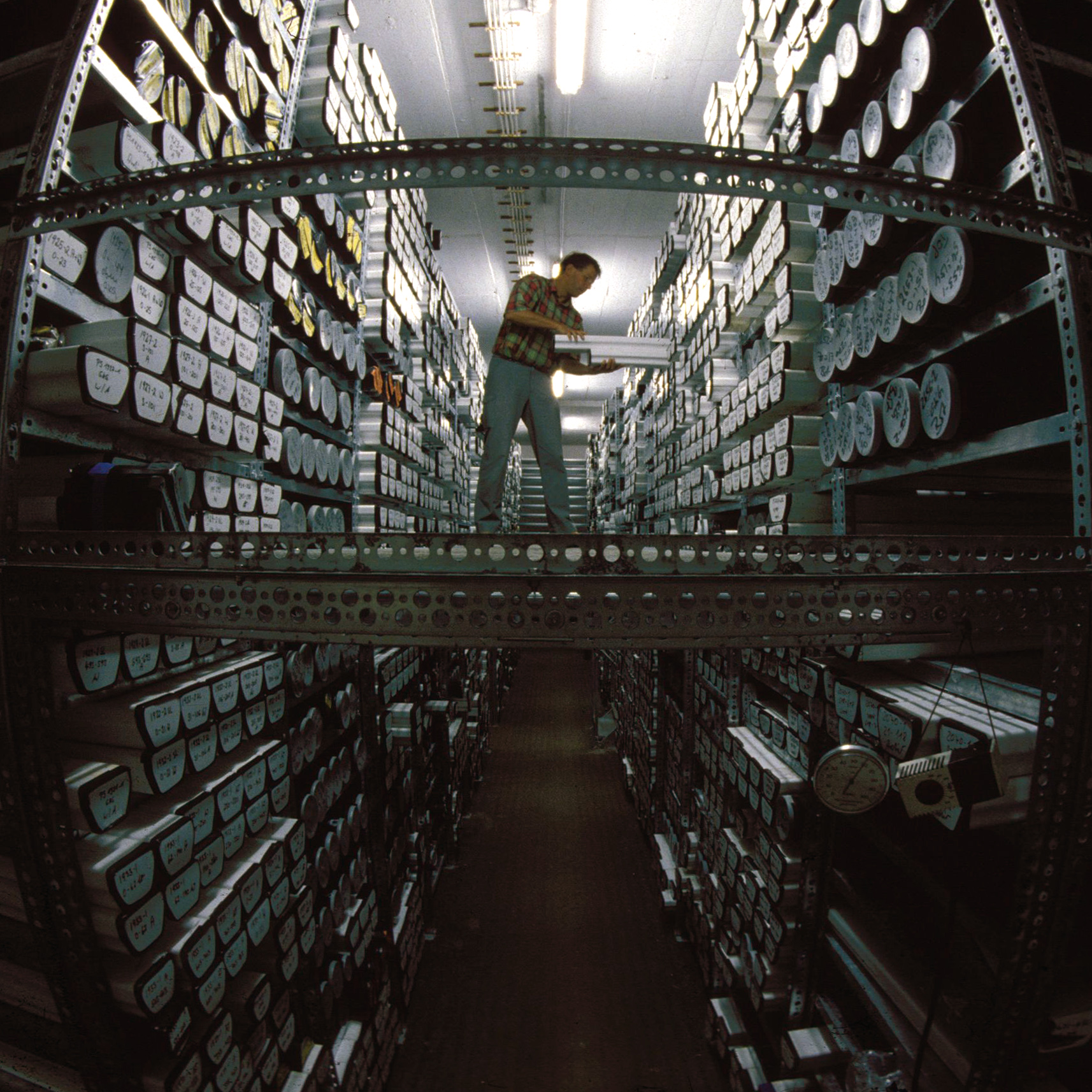
Un stockage de carottes océaniques

Les stades isotopiques de l'oxygène sont des phases climatiques d'ampleur planétaire définies par le rapport entre les isotopes de l'oxygène de masses atomiques 16 et 18, tels qu'analysés dans des carottes extraites de sédiments marins ou de calottes glaciaires. Ce rapport est lié à la température locale ainsi qu'au volume global de glace sur les continents. Au cours du Quaternaire, les variations cycliques de ce rapport traduisent une alternance de périodes froides et de périodes tempérées. La codification de ces cycles est appelée chronologie isotopique. Les cycles climatiques seraient principalement dus à l'action des paramètres de Milankovitch, qui fondent la théorie astronomique des paléoclimats.

## Isotopes de l'oxygène
L'atome d'oxygène (O) a trois isotopes stables : 16O, 17O et 18O, où 16, 17 et 18 représentent les nombres de masse. L'isotope le plus abondant est 16O (99,8 % environ), avec un faible pourcentage de 18O (environ 1 atome sur 500) et un pourcentage encore plus faible de 17O. L'utilisation la plus commune des isotopes de l'oxygène est basée sur le rapport entre les quantités de 18O et de 16O de la glace issue de carottages glaciaires ou de carbonates issus de forages sédimentaires océaniques.
La composition isotopique d'un échantillon ('ech') est mesurée relativement à un standard ('std') de composition connue. On exprime classiquement cette composition comme une déviation relative à ce standard, par la notation géochimique delta :
{\displaystyle \mathrm {\delta ^{18}\!O={\frac {\left({\dfrac {{}^{18}\!O}{{}^{16}\!O}}\right)_{ech}}{\left({\dfrac {{}^{18}\!O}{{}^{16}\!O}}\right)_{std}}}-1} }
dans laquelle les rapports isotopiques sont en nombres d'atomes (abondance isotopique).
Comme ce delta est petit (en général ±0,01 à ±0,001), on l'exprime en pour mille (plutôt qu'en pour cent). Par exemple une valeur δ18O = −0,01 est notée −10 ‰.

## Fractionnement isotopique entre calcaire et eau
Le calcaire résulte de l’accumulation de calcite provenant des coquilles de microorganismes marins ou lacustres. La calcite, ou carbonate de calcium (CaCO3) se forme à partir des ions carbonates dissous dans l'eau (HCO3− et CO32−). Comme ces ions sont en équilibre avec la forme hydratée (CO2 + H2O), un équilibre isotopique est rapidement atteint entre l'oxygène de l'eau et celles des carbonates dissous. Compte tenu du très grand rapport (~104) entre le nombre de molécules d'eau et de carbonates, c'est l'eau qui impose aux carbonates dissous sa composition isotopique. Équilibre isotopique ne veut pas dire que les compositions isotopiques sont identiques : un fractionnement isotopique entre les oxygènes de l'eau et des carbonates entraîne une différence de composition isotopique de ces molécules. Ce fractionnement est de l'ordre de 3 %, et dépend de la température. Pour une composition isotopique donnée de l'eau, celle des carbonates dépend donc de la température : ce principe est à la base du thermomètre isotopique.

## Fractionnement isotopique entre vapeur et eau liquide
L’isotope 18O comporte deux neutrons de plus que 16O, de sorte que la molécule d’eau qui le contient est plus lourde d’autant. Son évaporation nécessite donc plus d’énergie qu’une molécule contenant du 16O et à l’inverse sa condensation implique moins de perte d’énergie. Le rapport 18O/16O de la vapeur est ainsi environ 1 % plus faible que celui de l'eau en équilibre (évaporation ou précipitation).
En période de refroidissement important du climat, de l'eau est stockée sur les continents dans des glaciers (calottes polaires). Ce stockage se fait à partir de vapeur qui a un rapport 18O/16O plus faible que celui des océans : ceci augmente donc le rapport 18O/16O des océans, et donc le rapport des carbonates marins.
Le lien entre température locale et rapport 18O/16O des précipitations (notamment de la neige, archivée dans les glaciers) est un peu plus compliqué. Pour des nuages qui transportent de la vapeur de l'océan aux glaciers, chaque condensation et précipitation d'une partie des nuages diminuent le rapport 18O/16O de la vapeur qui reste. La neige qui grossit les glaciers a donc un rapport 18O/16O plus faible (de 1 à 3 %) que celui de la vapeur initiale. Lorsque le climat refroidit, la quantité de neige qui atteint les glaciers est plus faible et son rapport 18O/16O diminue. Il a été montré empiriquement que la relation entre δ18O de la neige et température locale est à peu près linéaire : il s'agit d'un autre thermomètre isotopique (cette fois pour la neige et la glace).

## Relation entre isotopes et climat
Les rapports 18O/16O de la glace et des carbonates marins ont ainsi le potentiel d'enregistrer la température locale et le volume global de glace dans le passé. De nombreuses mesures réalisées à partir des années cinquante ont montré la concomitance des variations de 18O/16O dans les différentes archives, et donc leur signification climatique. Les stades isotopiques sont basés sur ces variations retrouvées dans toutes les régions de la Terre. Ils correspondent à des alternances glaciaires-interglaciaires, connues par ailleurs dans d'autres archives (terrasses glaciaires; assemblages polliniques dans des carottes sédimentaires; composition isotopique de spéléothèmes; etc). Des travaux postérieurs ont permis de séparer ces deux composantes température-volume de glace. L'identification de différents stades isotopiques globaux a permis d’identifier les différentes phases glaciaires et d’établir une chronologie isotopique.
Dans le cas d'un refroidissement global du climat (variations symétriques dans le cas d'un réchauffement) :
- le rapport 18O/16O de la neige diminue, en relation avec le refroidissement local ;
- le rapport 18O/16O des carbonates augmente à cause (1) d'un fractionnement entre l'eau et les carbonates augmenté par le refroidissement, et (2) l'augmentation du rapport 18O/16O de l'eau de mer due au stockage de glace sur les continents.

Ces alternances glaciaires-interglaciaires ont connu une très forte amplitude au cours du Quaternaire, mais des alternances entre des conditions relativement plus chaudes et plus froides sont aussi bien connues au Pliocène et même au-delà.
La datation précise des variations isotopiques quaternaires a démontré leur pilotage par les variations de l'orbite de la Terre. Ces variations orbitales ont toujours existé, mais leur impact climatique a été plus ou moins important, notamment selon l'existence de calottes de glace (rétroaction de l’albédo).

Cycles climatiques sur les 5,3 derniers millions d'années, d'après Lisiecki & Raymo 2005

## Chronologie isotopique
La compilation de mesures isotopiques, notamment réalisée par le groupe SPECMAP pour l'océan, a permis de définir une alternance de stades froids et tempérés au cours du Quaternaire. À partir des mesures isotopiques océaniques ont été définis les stades isotopiques marins, numérotés à partir du stade tempéré actuel ou stade 1 (l'Holocène), en remontant dans le temps. Les stades froids portent des numéros pairs (2, 4, 6, etc) et les stades tempérés portent des numéros impairs (1, 5, 7, etc).
La dernière période glaciaire (glaciation de Würm dans les Alpes) est subdivisée en 4 intercycles, numérotés par les stades isotopiques 2, 3, 4 et 5, avec son maximum glaciaire au stade 2, une rémission relative au stade 3, tandis qu'une partie du stade 5 correspond à l'avant-dernière période interglaciaire (l'Éémien). Le stade 5 est lui-même subdivisé de 5a à 5e (5a est un stade moins frais, 5b un stade plus frais, et 5e est l'interglaciaire Éémien). La chronologie isotopique couvrait en 2005 les derniers 5,3 millions d'années.